# Oberthulba
Oberthulba es un municipio alemán, ubicado en el distrito de Bad Kissingen, en la región administrativa de Baja Franconia, en el Estado federado de Baviera. 